# Madyid Aflaki Jamseh
Madyid Aflaki Jamseh (26 de agosto de 1973) es un deportista iraní que compitió en taekwondo.
Ganó dos medallas en el Campeonato Mundial de Taekwondo en los años 1997 y 1999, y una medalla en el Campeonato Asiático de Taekwondo de 1996. En los Juegos Asiáticos consiguió dos medallas en los años 1998 y 2002.

## Palmarés internacional
| Campeonato Mundial  | Campeonato Mundial    | Campeonato Mundial | Campeonato Mundial |
| Año                 | Lugar                 | Medalla            | Categoría          |
| ------------------- | --------------------- | ------------------ | ------------------ |
| 1997                | Hong Kong (China)     | Medalla de bronce  | –76 kg             |
| 1999                | Edmonton (Canadá)     | Medalla de oro     | –84 kg             |
| Juegos Asiáticos    |                       |                    |                    |
| Año                 | Lugar                 | Medalla            | Categoría          |
| 1998                | Bangkok (Tailandia)   | Medalla de plata   | –76 kg             |
| 2002                | Busan (Corea del Sur) | Medalla de bronce  | –78 kg             |
| Campeonato Asiático |                       |                    |                    |
| Año                 | Lugar                 | Medalla            | Categoría          |
| 1996                | Melbourne (Australia) | Medalla de plata   | –76 kg             |